# Princesa de África
 (octobre 2012).
Pour plus de détails, voir Fiche technique et Distribution.
Princesa de África  est un film documentaire espagnol réalisé en 2008.

## Synopsis
L’histoire de deux rêves. Le rêve de Marem, une jeune danseuse sénégalaise de 14 ans ayant un rêve : celui d’émigrer en Europe, et Sonia, une danseuse espagnole, attirée par la magie de l’Afrique. Toutes les deux sont liées à travers Pap Ndiaye, le père de Marem qui est en même temps le mari de Sonia. L’Afrique n’a pas validé le rêve de Sonia (Pap Ndiaye a deux autres femmes) et l’Europe n’a pas non plus répondu aux attentes de Marem (pas d’enfants dans la rue et beaucoup de pauvreté). Princesse d'Afrique est une histoire d’amour, pleine de musique et de danse, où rien ne semble être ce qu'il en est et dont les femmes sont les caractères principaux.
Le film est basé sur la vie de la danseuse Sonia Sampayo, née à Madrid en 1973. Après le tournage du film, elle a écrit une autobiographie avec le même titre que le film.

## Fiche technique
- Réalisation : Juan Laguna
- Production : Producciones Bereberia
- Scénario : Juan Laguna
- Image : Borja Pozueco, Gabriel Molera
- Montage : Juan Laguna
- Son : Pedro Valero
- Musique : Manuel Sanz, Juan Laguna
- Interprètes : Sonia Sampayo, Pap Ndiaye, Marem Ndiaye

## Récompenses
- Festival de Cine Europeo « Vinos de Castilla-La Mancha » de La Solana 2008 : meilleur film[2]
- EXTREMA'doc (Festival de Cine Documental de Extremadura) 2008 : meilleur film[2],[3],[4]
- Festival Alcances 2008 : meilleur son[2]
- 32e festival international de cinéma de Philadelphie : meilleur film[2]
- Festival de Cine Africano de Tarifa 2009 : meilleur film[2]
- Cinestrat 2009 : prix du jury[2]
- Miradasdoc des Îles Canaries 2009 : prix du public[2]
- DocsDF (Festival Internacional de Cine Documental de la Ciudad de México) 2009 : mention spéciale[2],[5]
- Festival Espiello 2009 : accessit du jury[2]
- 3e Festival de Cine y Diversidad de Buenos Aires 2010 : meilleur film et meilleur réalisateur[2],[6]
- Festival Cinemigrante de Buenos Aires de 2010 : prix du public[2]